# Kisrécse
Kisrécse là một thị trấn thuộc hạt Zala, Hungary. Thị trấn này có diện tích 3,42 km², dân số năm 2010 là 174 người, mật độ 51 người/km².